# Харусь Марія Йосипівна
Марія Йосипівна Харусь (1899 , Стара Гута, Подільська губернія  — 11 березня 1974 , Хмільник, Вінницька область ) — колгоспниця, Герой Соціалістичної Праці (1948).

## Біографія
Народилася в 1899 році в селі Стара Гута Подільської губернії (нині — Хмільницький район Вінницької області). У перше десятиліття XX століття разом з родиною переїхала в Семиріччя. У 1942 році вступила в колгосп «Новий шлях» Меркенського району Джамбульської області. У 1945 році призначена ланковою буряківничої ланки.
У 1947 році буряківнича ланка під управлінням Марії Харусь зібрала з ділянки площею 6 гектарів по 855,5 центнерів цукрових буряків з кожного гектара. За цю доблесну працю вона удостоєна в 1948 році звання Героя Соціалістичної Праці.

## Нагороди
- Герой Соціалістичної Праці (1948);
- Орден Леніна (1948).